# Сільвано Бенедетті
Сільвано Бенедетті (італ. Silvano Benedetti, нар. 5 жовтня 1965, Лукка) — італійський футболіст, що грав на позиції захисника. По завершенні ігрової кар'єри — спортивний функціонер.
Виступав, зокрема, за «Торіно» та «Рому», а також молодіжну збірну Італії.

## Клубна кар'єра
Народився 5 жовтня 1965 року в місті Лукка. Вихованець футбольної школи клубу «Торіно». Не ставши основним гравцем, він здавався в оренди в клуби Серії Б «Парма» та «Палермо», а 1986 року також на правах оренди перейшов до складу новачка Серії А «Асколі», з якою виборов титул володаря Кубка Мітропи, але потрапив до футбольного скандалу з договірними матчами, в яких брав участь ще граючи за «Палермо», в результаті отримав місячну дискваліфікацію.
Повернувшись 1987 року до «Торіно». Цього разу відіграв за туринську команду наступні п'ять сезонів своєї ігрової кар'єри. Більшість часу, проведеного у складі «Торіно», був основним гравцем захисту команди і в першому ж сезоні став фіналістом національного кубка У 1991 році Сільвано здобув ще один титул володаря Кубка Мітропи, а наступного року став фіналістом Кубка УЄФА 1992 року.
Після останнього успіху Бенедетті перейшов у «Рому», з якою у першому ж сезоні дійшов до фіналу Кубка Італії. У першій грі Бенедетті відзначився автоголом, а римляни в гостях програли рідному клубу Сільвано «Торіно» з рахунком 0:3. В домашній грі, де Бенедетті також зіграв в основі, «Рома» виграла 5:2, але цього не вистачило для здобуття трофею.
У січні 1996 року перейшов у «Алессандрію» з Серії С1 і в кінця сезону 1995/96 завершив професійну ігрову кар'єру, після чого протягом 1996—2000 років грав у аматорському клубі «К'єрі» в Еччеленці.

## Виступи за збірну
Протягом 1986—1990 років залучався до складу молодіжної збірної Італії, з якою був учасником двох молодіжних чемпіонатів Європи — 1988 та 1990 років, ставши чвертьфіналістом і півфіналістом турніру відповідно. Всього на молодіжному рівні зіграв у 17 офіційних матчах, забив 2 голи.

## Статистика виступів

### Статистика клубних виступів
| Сезон              | Команда            | Чемпіонат          | Чемпіонат | Чемпіонат | Національний кубок | Національний кубок | Національний кубок | Єврокубки | Єврокубки | Єврокубки | Інші змагання | Інші змагання | Інші змагання | Усього | Усього |
| Сезон              | Команда            | Ліга               | Ігор      | Голів     | Ліга               | Ігор               | Голів              | Ліга      | Ігор      | Голів     | Ліга          | Ігор          | Голів         | Ігор   | Голів  |
| ------------------ | ------------------ | ------------------ | --------- | --------- | ------------------ | ------------------ | ------------------ | --------- | --------- | --------- | ------------- | ------------- | ------------- | ------ | ------ |
| 1983–84            | «Торіно»           | A                  | 1         | 0         | КІ                 | 1                  | 0                  | -         | -         | -         | -             | -             | -             | 2      | 0      |
| 1984–85            | «Парма»            | B                  | 21        | 0         | CI-C               | ?                  | ?                  | -         | -         | -         | -             | -             | -             | ?      | ?      |
| 1985–86            | «Палермо»          | B                  | 35        | 1         | КІ                 | ?                  | ?                  | -         | -         | -         | -             | -             | -             | ?      | ?      |
| 1986–87            | «Асколі»           | A                  | 26        | 0         | КІ                 | ?                  | ?                  | -         | -         | -         | -             | -             | -             | ?      | ?      |
| 1987–88            | «Торіно»           | A                  | 15+1      | 0         | КІ                 | 9                  | 1                  | -         | -         | -         | -             | -             | -             | 25     | 1      |
| 1988–89            | «Торіно»           | A                  | 22        | 1         | КІ                 | 3                  | 0                  | -         | -         | -         | -             | -             | -             | 25     | 1      |
| 1989–90            | «Торіно»           | B                  | 36        | 3         | КІ                 | 1                  | 0                  | -         | -         | -         | -             | -             | -             | 37     | 3      |
| 1990–91            | «Торіно»           | A                  | 27        | 1         | КІ                 | 4                  | 0                  | КМ        | 1         | 0         | -             | -             | -             | 32     | 1      |
| 1991–92            | «Торіно»           | A                  | 25        | 1         | КІ                 | 4                  | 0                  | КУЄФА     | 10        | 0         | -             | -             | -             | 39     | 1      |
| Усього за «Торіно» | Усього за «Торіно» | Усього за «Торіно» | 127       | 6         |                    | 22                 | 1                  |           | 11        | 0         |               |               |               | 160    | 7      |
| 1992–93            | «Рома»             | A                  | 30        | 3         | КІ                 | 10                 | 1                  | КУЄФА     | 6         | 0         |               |               |               | 46     | 4      |
| 1993–94            | «Рома»             | A                  | 9         | 1         | КІ                 | 3                  | 1                  | -         | -         | -         | -             | -             | -             | 12     | 2      |
| 1994–95            | «Рома»             | A                  | 12        | 0         | КІ                 | 3                  | 0                  | -         | -         | -         | -             | -             | -             | 15     | 0      |
| Усього за «Рому»   | Усього за «Рому»   | Усього за «Рому»   | 51        | 4         |                    | 16                 | 2                  |           | 6         | 0         |               |               |               | 73     | 6      |
| 1995–96            | «Алессандрія»      | C1                 | 14        | 0         | -                  | -                  | -                  | -         | -         | -         | -             | -             | -             | 14     | 0      |
| Усього за кар'єру  | Усього за кар'єру  | Усього за кар'єру  | 274       | 11        |                    | 38+                | 3+                 |           | 17        | 0         |               |               |               | 329+   | 14+    |

## Титули і досягнення
- Володар Кубка Мітропи (2):

«Асколі»: 1986–1987
«Торіно»: 1991

## Особисте життя
Його син, Сімоне Бенедетті, також став професійним футболістом і грав за молодіжну збірну Італії.